# NGC 4761
NGC 4761 este o galaxie lenticulară situată în constelația Fecioara. A fost descoperită în martie 1882 de către Ernst Wilhelm Tempel. Se află la o distanță de 64 de megaparseci de Pământ.